# Heinrich Hamm (Musiker)
Heinrich Hamm (* 24. April 1934 in Freiburg im Breisgau; † 21. September 2017 in Weingarten) war ein deutscher Organist, Chorleiter, römisch-katholischer Kirchenmusiker und Hochschullehrer.

## Leben
Hamm besuchte das Spohn-Gymnasium Ravensburg. Sein Studium der Schulmusik und der Katholischen Kirchenmusik bei Anton Nowakowski (Orgel), Hans Grischkat und Karl Marx an der Musikhochschule Stuttgart schloss er mit dem A-Examen ab.
Ab 1954 spielte er die berühmte Gabler-Orgel der Basilika Weingarten, ab 1968 war er auch hauptberuflich als Kirchenmusiker an der Basilika tätig. Hamm begründete dort die Internationalen Weingartener Orgelkonzerte, eine jährliche Reihe von Gastkonzerten international bekannter Orgelvirtuosen auf der Gabler-Orgel. 1977 wurde er zum Kirchenmusikdirektor ernannt. 1999 ging er in Pension, sein Nachfolger an der Basilika wurde Stephan Debeur.
1963–1999 hatte Hamm einen Lehrauftrag für Orgelspiel an der Pädagogischen Hochschule Weingarten inne. Er war auch Orgelsachverständiger in der Diözese Rottenburg-Stuttgart.
1967–1977 war Hamm Leiter der Chorgemeinschaft Harmonia Friedrichshafen, 1979–2008 leitete er den Oratorienchor Liederkranz Ravensburg 1827.

## Werke

### Tonträger
Hamm spielte an der Gabler-Orgel Weingarten mehrere Schallplatten und CDs ein, darunter:
- 1978: Der Süddeutsche Barock dargestellt an der Gabler-Orgel der Basilika zu Weingarten. Registervorführung mit 28 Klangbeispielen und Erläuterungen von Walter Supper. Musikverlag zum Pelikan, Zürich

Werke von Fridolin Sicher, Johann Kaspar Ferdinand Fischer, Johann Jakob Froberger, Johann Kaspar Kerll, Georg Muffat, Carlmann Kolb, Johann Sebastian Bach
- 1984: Die Gabler-Orgel in der Basilika Weingarten. Heinrich Hamm spielt Werke Süddeutscher Meister und Orgelmusik der Klassik. Motette-Ursina (CD 10801)

Werke von Johann Speth, Gottlieb Muffat, Johann Xaver Nauss, Franz Anton Maichelbeck, Friedrich Wilhelm Marpurg, Carl Philipp Emanuel Bach, Johann Christoph Oley, Justin Heinrich Knecht
- 1985: Bach an der Gabler-Orgel in Weingarten. Motette-Ursina M 10950 / 10951

Werke von Johann Sebastian Bach
- 1985: Orgelmusik von Johann Sebastian Bach (1685-1750). Edition Lade EL CD 034

Werke von Johann Sebastian Bach
- 1986: In dulci jubilo. Weihnachtliche Orgelmusik aus der Basilika Weingarten. Audite 68.408 (auch Audite 368.408)

Werke von Johann Sebastian Bach, Johann Pachelbel, Johann Georg Walther, Georg Friedrich Kauffmann, J. H. Buttstedt, Domenico Zipoli, Franz Xaver Murschhauser, Valentin Rathgeber, Anton Estendorfer, Hermann Schroeder und Joseph Ahrens
- 2000: Oberschwäbische Orgelmusik aus Barock und Klassik. Edition Lade EL CD 032

Werke von Conrad Michael Schneider (Ulm), Augustin Büx (Schussenried), Isfrid Kayser (Obermarchtal), Joseph Lederer (Wiblingen), Joseph Bieling (Kempten), Aemilian Rosengart (Ochsenhausen), Justin Heinrich Knecht (Biberach), Meingosus Gaelle (Weingarten) und je ein Werk aus dem Aichstettener Orgelbuch (um 1800) und eines Biberacher Anonymus des 19. Jh.

### Schriften
- Die Gabler-Orgel der Basilika Weingarten. (= Peda-Kunstführer; 75). Kunstverlag Peda, Passau 1993, ISBN 3-927296-82-1